# Bad Teacher
Bad Teacher és una pel·lícula de comèdia nord-americana del 2011 dirigida per Jake Kasdan i protagonitzada per Cameron Diaz, Justin Timberlake i Jason Segel. Ha estat doblada al català.

## Argument
Elizabeth Halsey (Cameron Diaz) és una professora amb poca vocació d'ensenyar. És malparlada, despietada i salvatgement inapropiada. Beu, i la seva única meta és casar-se amb un home adinerat per poder deixar la feina. Quan el seu promès la deixa, desenvolupa un pla per enamorar el ric i guapo professor suplent Scott Delacorte (Justin Timberlake), però per a això haurà de competir contra una col·lega massa enèrgica, Amy (Lucy Punch), i combatre les insinuacions de l'irreverent professor de gimnàstica (Jason Segel). Les escandaloses confabulacions d'Elizabeth tindran brutals conseqüències que impactaran als seus alumnes, els seus companys i fins i tot a la pròpia Elizabeth.

## Repartiment
- Cameron Diaz: Elizabeth Halsey.
- Justin Timberlake: Scott Delacorte.
- Jason Segel: Russell Gettis.
- Lucy Punch: Amy Squirrel.
- Phyllis Smith: Lynn Davies.
- Eric Stonestreet: Kirk.
- John Michael Higgins: Wally Snur.
- Thomas Lennon: Carl Halabi.
- Molly Shannon: Melody.
- Matthew J. Evans: Garrett Tiara.
- Noah Munck: Tristan.
- Kaitlyn Dever: Sasha Abernathy.
- Kathryn Newton: Chase Rubin-Rossi.
- Adrian Kali Turner: Shawn.